# Троїцьке (Кременчуцький район)
Троїцьке — село в Україні, у Глобинській міській громаді Кременчуцького району Полтавської області. Населення становить 783 осіб (на 1 січня 2011 року). До 2020 орган місцевого самоврядування — Троїцька сільська рада. Окрім Троїцького раді було підпорядковане село Сиротенки.

## Географія
Село знаходиться на березі річки річка Манжелія (Манжелійка). Вище за течією за 2,5 км розташоване село Весела Долина, нижче за течією за 1,5 км розташоване село Сиротенки. Річка місцями пересихає, на ній зроблена загата.

## Етимологія
Засновано як під назвою Миколаївка. У 1859 — перейменовано у Троїцьке. Згодом назва трансформувалась у село Троїцьке-Миколаївське. До 1922 року називалось Миколаївка.
У 1921 році на сходці жителів села було прийняте рішення, а в 1922 році затверджено ВУЦВК перейменувати Миколаївку на Фрунзівку, на честь Михайла Фрунзе, військові частини якого окупували село, вибивши денікінців. 1922 року село перейменовано на Фрунзівку. У 2016 році було відновлено назву Троїцьке.

## Історія
Село носило різну назву: Троїцьке, Миколаївка, знову Троїцьке, Фрунзівка — і знову Троїцьке. Орієнтовний час виникнення села — XVIII століття. Існує багато народних переказів і легенд, пов'язаних із заснуванням села. Найдостовірнішою є згадка про те, що село засноване у 40-х роках XVIII століття Василем Петровичем Капністом і назване на честь його другого сина Миколи — Миколаївка (у 1743 році). Першими поселенцями були посполиті і козаки — вихідці з Чигирин-Діброви. Багато десятиліть селом володіли графи Капністи, а з 1870 року село переходить у власність П. П. Котляревського. Він побудував у селі 4-класну школу, винокурний завод, водяний млин, цегельний завод.
У 1903—1904 роках Котляревський продав володіння графині Успенській і Балашову, а у 1906 році маєток і землі перепродані Васецькому С. Д..
У 1910 році у Миколаївці проживало 2374 чол. Напередодні революції 1917 року було понад 300 дворів. Поміщику належало 3000 десятин землі, а 1500 десятин належало селянам.
У 1918 році село входить до незалежної Української Народної Республіки.
В часи більшовицької окупації, у 1920 році утворено сільську раду. 1922 року село перейменовано на Фрунзівку — на честь полководця Михайла Фрунзе, військові частини якого окупували село після денікінців.
До березня 1923 року село Троїцьке належало до Манжєліївської волості Кременчуцького повіту. З 1923 по 1928 рік — Фрунзівська сільська рада Манжеліївського району Кременчуцького повіту. З липня 1928 року по вересень 1930 року в адміністративному підпорядкуванні Великокринківського району Кременчуцької округи. З вересня 1930 року по лютий 1932 року Глобинського району Харківської області. З січня 1935 року село було у складі Великокринківського району Харківської області. З вересня 1937 року по січень 1963 року — Великокринківського району Полтавської області. З січня 1963 року село належить до Глобинського району Полтавської області.
У березні 1918 року у село ввійшли війська УНР, у грудні 1918 року владу захопили більшовики. У серпні 1919 року до села вдерлися денікінці. Остаточно радянську владу у селі встановлено у грудні 1919 року після відступу денікінців. 1921 року на сходці жителів села було прийняте рішення, а в 1922 році затверджено ВУЦВК перейменувати Миколаївку на Троїцьке, на честь більшовицького військовика М. В. Фрунзе, загони якого вибили з села денікінців.
У 1929 році у селі була організована комуна, а пізніше на її базі — сільгосптовариство, яке очолив моряк Іван Тимофійович Бугай. 1930 року в селі організовано три артілі: «Червона Зірка», імені Молотова, імені Шевченка.
Великі втрати людей понесло село внаслідок Голодомору 1932-33 років і у період сталінських репресій 1937 року. Від голоду померло понад 800 осіб. У Національній книзі пам'яті жертв Голодомору 1932—1933 років в Україні підтверджено 56 смертей у селі від голоду.
З 13 вересня 1941 по 26 вересня 1943 року село було окуповане німцями. За час німецького панування на роботи до Німеччини було відправлено 146 жителів села. У травні 1942 року було розстріляно 23 жителів села. Останки загиблих були перенесені у центр села Великі Кринки у братську могилу, що знаходиться у сільському парку. Там нині споруджено меморіал жертвам нацизму. Воїни, які загинули в боях 12-13 вересня 1941 року при обороні села Троїцьке, були поховані у п'яти могилах за селом, а в травні 1959 року перенесені і перепоховані у братській могилі, що знаходиться в центрі села. Поруч, у 1961 році було збудовано пам'ятник воїнам, що полягли у боях у роки радянсько-німецької війни. У ряди радянської армії з села відправили 243 осіб. На фронтах радянсько-німецької війни загинули 161 житель села. Село Троїцьке зайняли радянські війська 26 вересня 1943 року військами 97-ї гвардійської дивізії 21-го гвардійського стрілецького корпусу 5-ї армії (командир 97 СД — генерал майор Анупферов). У селі Троїцьке знаходився штаб 97-ї гвардійської дивізії.
З 1991 року село входить до складу незалежної України.
2016 року селу повернуто одну з історичних назв — Троїцьке.
12 червня 2020 року, відповідно до розпорядження Кабінету Міністрів України № 721-р «Про визначення адміністративних центрів та затвердження територій територіальних громад Полтавської області», село увійшло до складу Глобинської міської громади.
19 липня 2020 року, в результаті адміністративно — територіальної реформи та ліквідації Глобинського району, село увійшло до складу новоутвореного Кременчуцького району.
Колишній орган місцевого самоуправління — Троїцька сільська рада.

## Населення
У 1910 році у Миколаївці проживало 2374 осіб. Напередодні революції 1917 року було понад 300 дворів.
Згідно з переписом УРСР 1989 року чисельність наявного населення села становила 901 особа, з яких 384 чоловіки та 517 жінок.
За переписом населення України 2001 року в селі мешкало 827 осіб.
Кількість населення у селі змінювалась наступним чином:
| 1910 | 2001 | 2011 |
| ---- | ---- | ---- |
| 2374 | 840  | 783  |
|      | ▼    | ▼    |

### Мова
Розподіл населення за рідною мовою за даними перепису 2001 року:
| Мова       | Відсоток |
| ---------- | -------- |
| українська | 96,90 %  |
| російська  | 1,79 %   |
| білоруська | 0,12 %   |
| молдовська | 0,12 %   |
| інші       | 1,07 %   |

## Релігія
У селі міститься Свято-Троїцька церква, зведена в 1833 році. За радянських часів вона була занедбана й перетворена на зерносховище. 2015 року у церкві було відновлено богослужіння священником УАПЦ Євгеном Пономаренком. Після того, як він вирушив в зону бойових дій як військовий капелан, новий священник у 2017 році захопив церкву у власність РПЦ / УПЦ (МП).

## Відомі люди
- Кикоть Іван  (1894—1923) — член Української партії соціалістів-революціонерів, пізніше партії комуністів-боротьбистів, начальник Кременчуцької повітової міліції (1919), отаман, що очолював повстанський загін, який вів у 1920 році боротьбу з московсько-більшовицькою владою у Кременчуцькому та Хорольському повітах.
- Чорноволенко Іван Гнатович (1921–1943) — Герой Радянського Союзу[11].
- Чайковський Петро Федорович — дід російського композитора Петра Ілліча Чайковського.
- Найда Сергій Федорович (1903—1983) — генерал-майор, доктор історичних наук, заслужений діяч науки РРФСР, учасник Радянсько-німецької війни, працював викладачем Ленінградського вищого військово-морського Інженерного училища, начальником управління Наркомату Військово-Морського флоту, головним редактором журналів «Морской сборник», «Вопросы истории». Нагороджений орденами Червоного прапора, Трудового Червоного Прапора, Вітчизняної війни І та II ступеня, двома орденами Червоної Зірки, багатьма медалями.
- Шаповажов Іван Савелійович (1817—1890) — засновник першої майстерні мозаїки у Російській імперії. Брав участь в оформленні Успенського собору, автор багатьох творів.